# Tova de los Abodritas
Tova de los Abodritas, también llamada Tofa o Thora (siglo X), fue una princesa eslava y reina consorte de Dinamarca en la época vikinga, siendo la segunda esposa del rey Harald Blåtand.
Tova, su nombre tallado en las runas ᛏᚢᚠᛅ, era hija del príncipe Mistivoi de los abodritas, una región también conocida como Wendland. Se casó con el rey Harald alrededor del año 970. No se sabe si tuvo descendencia aunque se especula que fue la madre de Svend I de Dinamarca.

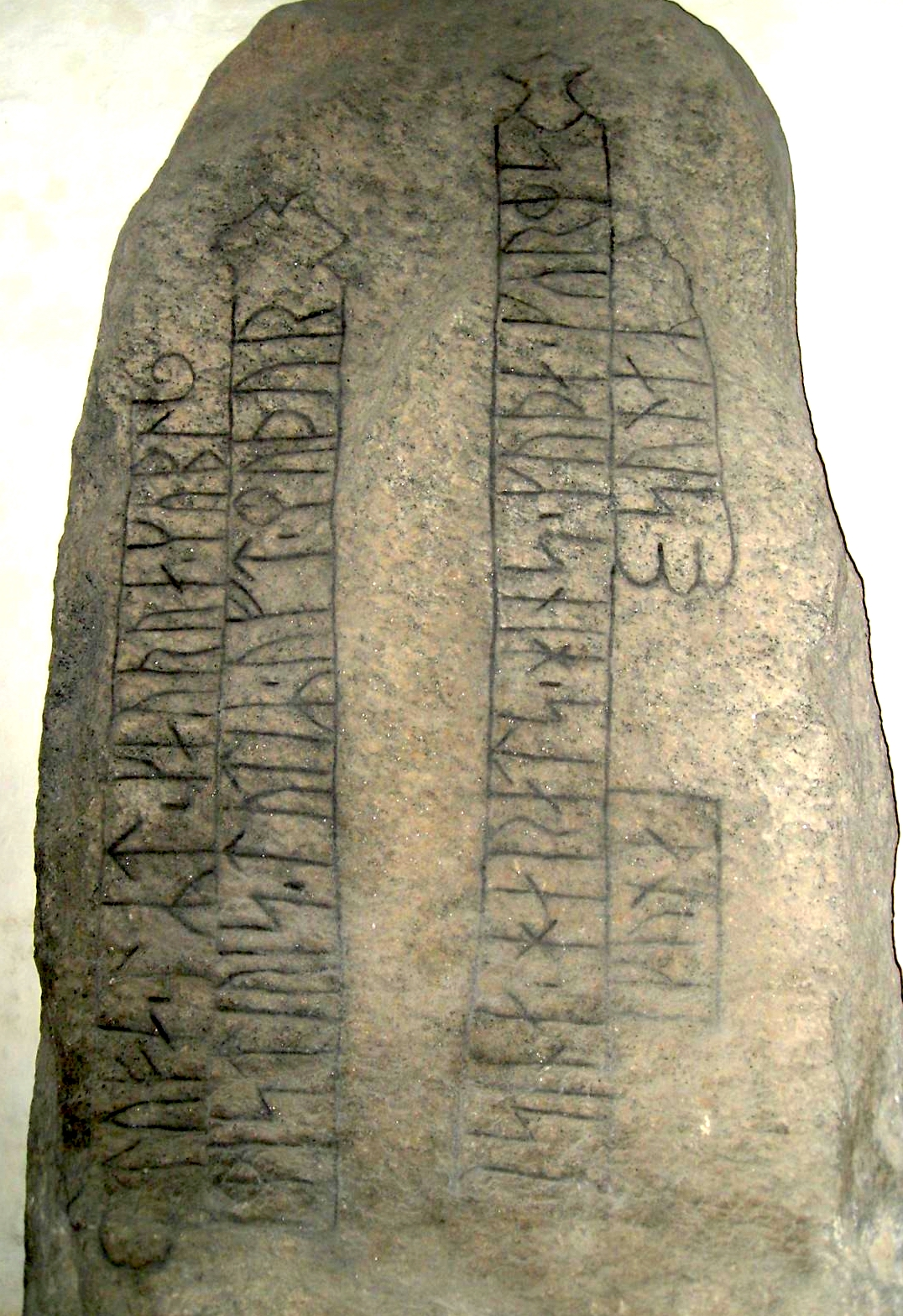
Piedra rúnica de Sønder Vissing en memoria de la madre de Tova.

Tova hizo que se tallara la piedra rúnica de Sønder Vissing en memoria de su madre.